# كأس إيطاليا 1940–41
كأس إيطاليا 1940–41 (بالإيطالية: Coppa Italia 1940-1941) هو الموسم 8 من كأس إيطاليا. أقيم خلال الفترة 22 سبتمبر 1940 وحتى 15 يونيو 1941، وكان عدد الأندية المشاركة فيه 156، وفاز فيه Venezia Calcio a 5 ‏.